# Bradie Tennell
Bradie Tennell (Winfield, 31 januari 1998) is een Amerikaans kunstschaatsster. Tennell vertegenwoordigde haar vaderland op de Olympische Winterspelen 2018 in Pyeongchang. Ze werd er negende bij de vrouwen en won er brons met het team.

## Biografie
Tennell is de dochter van een alleenstaande moeder en heeft twee jongere broers die beiden ijshockeyer zijn. Ze begon op tweejarige leeftijd, na lang zeuren bij haar moeder, met kunstschaatsen. In 2013 won ze de bronzen medaille bij de nationale kampioenschappen in de novice-klasse, gevolgd door de vierde plek het jaar erop bij de NK junioren.
Na haar winst op de nationale juniorenkampioenschappen in 2015 had ze enige tijd te kampen met blessures. Door breuken in haar lendenwervel in mei 2015 en juni 2016 kon ze lange tijd niet trainen. Desondanks nam ze twee keer deel aan de WK voor junioren: in 2016 werd ze elfde en in 2017 werd ze zevende. Tennell won verder in januari 2018 de gouden medaille bij de olympische kwalificatiewedstrijden en werd daarop - net als haar landgenoten Karen Chen en Mirai Nagasu - geselecteerd om deel te nemen aan de Olympische Winterspelen in Pyeongchang. Hier werd ze negende bij de vrouwen en won ze de bronzen medaille met het team.

## Belangrijke resultaten
| Kampioenschap                                     | 13/14 | 14/15 | 15/16 | 16/17 | 17/18         | 18/19         | 19/20         | 20/21         |               | 22/23         |
| ------------------------------------------------- | ----- | ----- | ----- | ----- | ------------- | ------------- | ------------- | ------------- | ------------- | ------------- |
| Olympische Spelen                                 |       |       |       |       | 9e · (team)   |               |               |               |               |               |
| Wereldkampioenschap                               |       |       |       |       | 6e            | 7e            | *             | 9e            |               | 15e           |
| Viercontinentenkampioenschap                      |       |       |       |       |               | 5e            | Brons         | *             |               | 6e            |
| Grand Prix-finale                                 |       |       |       |       |               |               | 5e            |               |               |               |
| Nationaal kampioenschap                           |       |       | 6e    | 9e    | Goud          | Zilver        | Brons         | Goud          |               | Zilver        |
| WK junioren                                       |       |       | 11e   | 7e    | geen deelname | geen deelname | geen deelname | geen deelname | geen deelname | geen deelname |
| NK junioren                                       | 4e    | Goud  |       |       | geen deelname | geen deelname | geen deelname | geen deelname | geen deelname | geen deelname |
| * Afgelast naar aanleiding van de coronapandemie. |       |       |       |       |               |               |               |               |               |               |